# Vorarlberg Tourismus
 (septembre 2023).
Le contenu est difficilement compréhensible vu les erreurs de traduction, qui sont peut-être dues à l'utilisation d'un logiciel de traduction automatique.
Vorarlberg Tourismus GmbH est un organisme public de la région de Vorarlberg dont la mission est de développer le tourisme dans le Vorarlberg et plus largement de faire découvrir la région. La société a été fondée en 2008 par le Land du Vorarlberg et la Chambre de commerce du Vorarlberg.

## Histoire
La création de "l'Association Régionale du tourisme", l'organisation qui a précédé le Vorarlberg Tourismus GmbH, date du 5 novembre 1893 à Dornbirn . Elle avait pour mission de réaliser des brochures d'été, des affiches et de faire de la publicité. En 1902, avec l'arrivée des statistiques dans l'organisation, 48 649 visites ont été enregistrées. En 1907, la première remontée mécanique des Alpes fut mise en service à Bödele et en 1923 une brochure hivernale et des publicités radiophoniques furent produites. Le premier film touristique suivit en 1945.
La première loi sur le tourisme du Vorarlberg a été adoptée en 1966 et dix ans plus tard, une étude de marché a été réalisée avec une enquête auprès des touristes autrichiens dans leur ensemble. À partir de 1982, on a enregistré davantage de nuitées hivernales qu'estivales.
En 2008, la société Vorarlberg Tourismus Ges.m.b.H. a été fondée et l'association régionale a été dissoute. En 2012, la société a élaboré la stratégie touristique 2020 en collaboration avec l'État (§régional)du Vorarlberg et la Chambre de commerce du Vorarlberg.

## Organisation
Les actionnaires de Vorarlberg Tourismus GmbH sont le Land du Vorarlberg (75%) et la Chambre de Commerce du Vorarlberg (25%). L'entreprise emploie 21 personnes. Elle est dirigée par Christian Schützinger et le président du conseil de surveillance est le gouverneur du Land, Karlheinz Rüdisser. L'"association des directeurs du tourisme et des destinations du Vorarlberg" et l'"association de prospection de marché en réseau" ont été créés en tant qu'organismes consultatifs.
Le Vorarlberg est divisé en six régions touristiques : 
- Région alpine dev Bludenz
- Lac de Constance dans le Vorarlberg
- Forêt du Bregenzerwald
- Vallée de Kleinwalsertal
- Lech Zürs
- Montafon

## Stratégie touristique 2030
L'objectif global de la stratégie touristique 2030 est d'accroître la compétitivité nationale et internationale de toutes les parties prenantes, garantissant la prospérité et la qualité de vie de l'ensemble de la population et de  l'environnement dans la région,.
Ce développement s'articule autour de valeurs : une hospitalité authentique, une régionalité ouverte d'esprit une coopération équitable et le développement durable.
Le besoin du tourisme de s'adapter au changement climatique autour du développement durable est une question de présente en Europe et en Autriche,

## Littérature
- Sieghard Baier : Tourisme dans le Vorarlberg – 19e et 20e siècle . Neugebauer, Graz et. un. 2003, (ISBN 3-85376-72-4) édité erroné .